# Mariama Jamanka
Mariama Jamanka (n. 23 august 1990, Berlinul Occidental, Germania sub ocupație aliată) este o sportivă ce a reprezentat Germania, medaliată olimpică. A participat la 2 ediții ale Jocurilor Olimpice (2018, 2022) în care a câștigat o medalie de aur și o medalie de argint în proba de bob.